# Добра Ніва
Добра Ніва (словац. Dobrá Niva, угор. Dobronya) — село, громада в окрузі Зволен, центральна Словаччина. Кадастрова площа громади — 52,51 км². Населення — 1874 особи (за оцінкою на 31 грудня 2017 р.). Протікає річка Нересниця.
Перша згадка 1254 року.

## Населення
| Рік:            | 1994. | 2004.   | 2014.   | 2024.   |
| --------------- | ----- | ------- | ------- | ------- |
| Кількість осіб: | 1755  | 1796    | 1860    | 1822    |
| Різниця:        |       | +2,33 % | +3,56 % | -2,04 % |

| Рік:            | 2023. | 2024.   |
| --------------- | ----- | ------- |
| Кількість осіб: | 1852  | 1822    |
| Різниця:        |       | -1,61 % |